# Cynisca gansi
Cynisca gansi là một loài bò sát trong họ Amphisbaenidae. Loài này được Dunger mô tả khoa học đầu tiên năm 1968.